# 徳島信用金庫
徳島信用金庫（とくしましんようきんこ）は、徳島県徳島市に本店を置く信用金庫である。

## 沿革
- 1928年（昭和03年）02月15日 - 保証責任徳島信用組合として設立。
- 1951年（昭和26年）10月20日 - 信用金庫法により徳島信用金庫に改組。
- 1966年（昭和41年）03月01日 - 池田信用金庫と合併。
- 1996年（平成08年）08月 - 徳島県労働金庫（現：四国労働金庫）と業務提携（ATM相互開放[1]）。
- 2002年（平成14年）11月18日 - 鳴門信用金庫と合併。
- 2008年（平成20年）10月01日 - 信金大阪共同事務センターに加盟する四国内の9信用金庫[2]において、ATM相互入出金手数料を完全無料化。

## 不祥事
職員による横領事件
同信金の32歳の男性職員が、2007年3月から2012年2月にかけ、顧客の定期預金の払戻金などの中から、累計で約4億円を横領していたことが明らかとなった。この職員は、横領した金額のうち約1億円を、自らの遊興費などに充てていた。同信金は2012年3月7日付でこの職員を懲戒解雇処分にしており、また、徳島県徳島西警察署に横領罪で刑事告訴する方針である。

## 子会社
- 有限会社とくしんビジネス　事務代行業